# Massif de la Malepère
Pour les articles homonymes, voir Malepère.
Le massif de la Malepère est un massif de montagnes de la chaîne des Pyrénées dans le département de l'Aude en région Occitanie, en France. Il mesure 14,7 km de long pour 8,8 km de large, et culmine au mont Naut (43° 09′ 38″ N, 2° 11′ 43″ E) à 442 mètres. La superficie de sa zone centrale est de 5 873 ha.
À cause de la nature sédimentaire détritique de ses roches, de son relief peu plissé de basse altitude, et de sa position très avancée par rapport à la zone centrale des Pyrénées, le massif de la Malepère fait partie du piémont pyrénéen nord. Géologiquement parlant, le massif se situe dans la zone sous-pyrénéenne.
Il a notamment donné son nom à une appellation viticole, l'AOC Malepère.

## Toponymie
Son nom local en langue d'oc est Mala Pèira qui signifie vraisemblablement « la pierre maudite » ou « la pierre haute ». On trouve d'ailleurs dans le massif des toponymes en Mal comme aux lieux-dits de Malfouich, Malviès ou encore La Malvière. L'interprétation n'est pas évident car Mal est souvent interprété dans le sens des termes latins malum signifiant « mauvais » ou maledicta signifiant « maudite ». Toutefois il peut aussi s'agir d'un toponyme pyrénéen se référant à un lieu « haut, élevé ».
Le toponyme Mont y est aussi présent comme pour Montréal, Montclar, Mongrenier, etc., commun dans le Midi de la France et caractéristique de la langue d'oc. Ce radical est issu du gallo-romain Monte, issu lui-même du latin montem, déclinaison accusative du mot mons signifiant « montagne ». Il possède également le sens de « hauteur, élévation, colline » en ancien français.

## Géographie

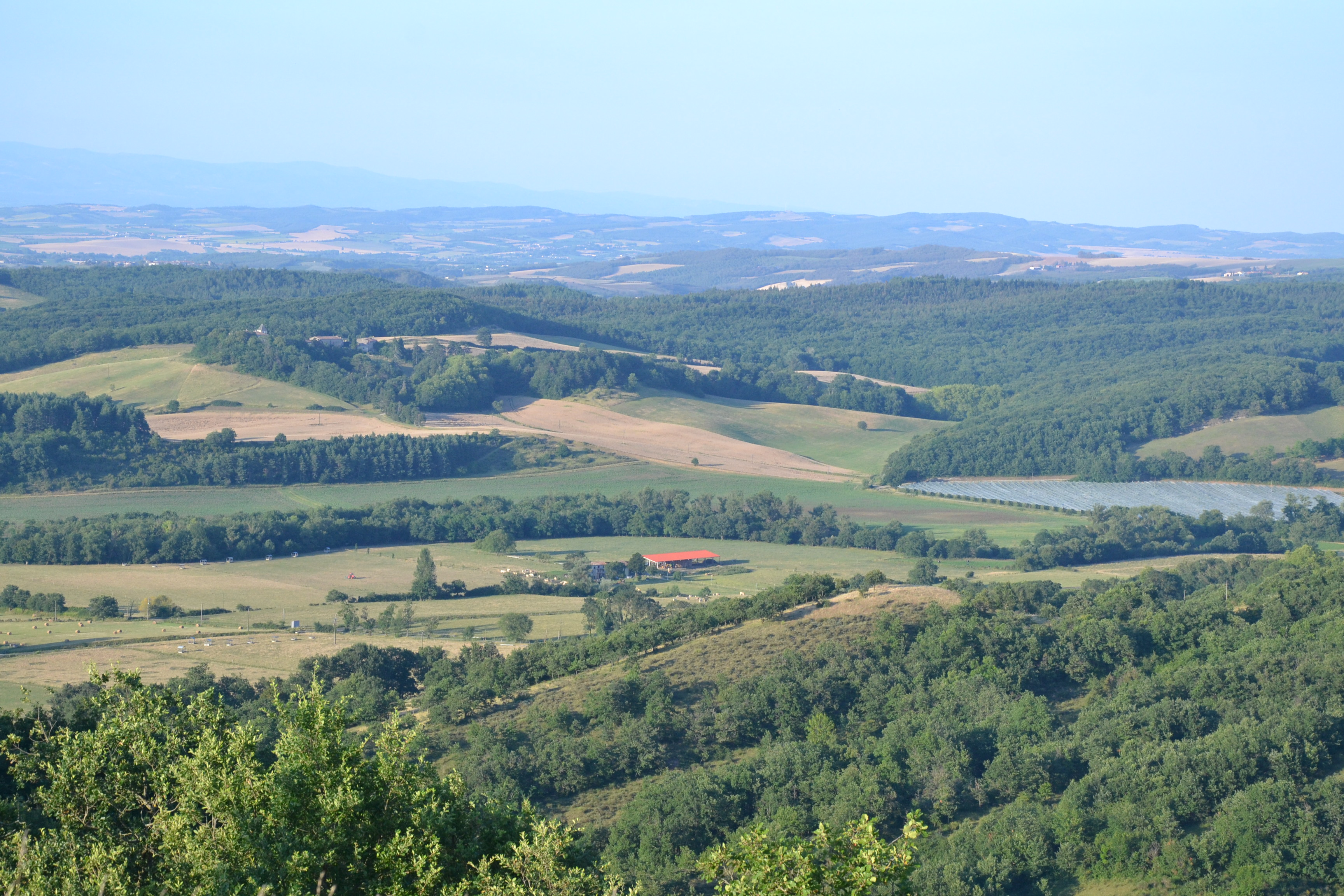
En arrière-plan, au centre, les hauteurs de la Malepère, ici vues depuis Caudeval.

La Malepère constitue la partie orientale de la région historique et naturelle du Razès, qui s'étend autour de Fanjeaux. Au sud et à l'est, la vallée de l'Aude le sépare des Corbières. Au sud-ouest, le massif est bordé par le Sou de Val de Daigne, de l'autre côté duquel débutent les collines du Quercorb. Au nord, enfin, le massif domine la plaine du Carcassès.
Le massif est situé à environ une dizaine de kilomètres au nord de Limoux, et à la même distance de Carcassonne, au sud-ouest. Il s'étend sur environ huit communes : Alairac, Arzens, Brugairolles, Cailhau, Cépie, Couffoulens, Malviès, Montclar, Montréal, Pomas, Preixan, Rouffiac-d'Aude, Roullens, Saint-Martin-de-Villereglan et Villarzel-du-Razès.
| Montréal Plaine du Carcassès                       | Plaine du Carcassès              | Plaine du Carcassès Carcassonne |
| Razès Massif de la Piège                           | massif de la Malepère            | Vallée de l'Aude Corbières      |
| Sou de Val de Daigne Collines du Razès et Quercorb | Vallée de l'Aude Limoux et Razès | Vallée de l'Aude Corbières      |

### Principaux sommets

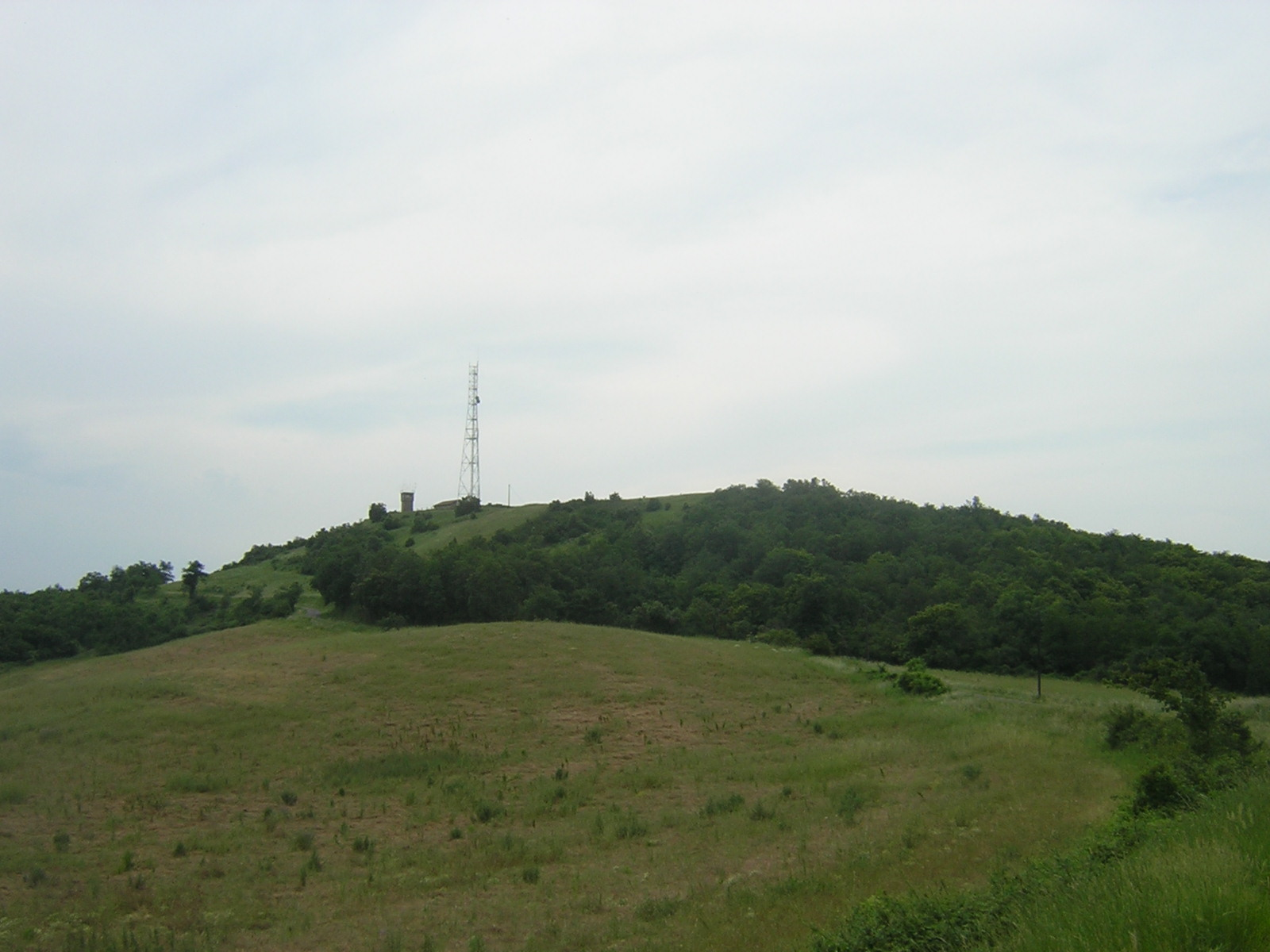
Vue du mont Naut.

| Sommet                 | Altitude (mètres) |
| ---------------------- | ----------------- |
| Mont Naut              | 442               |
| Pech de Barbe de Crabo | 419               |

### Géologie

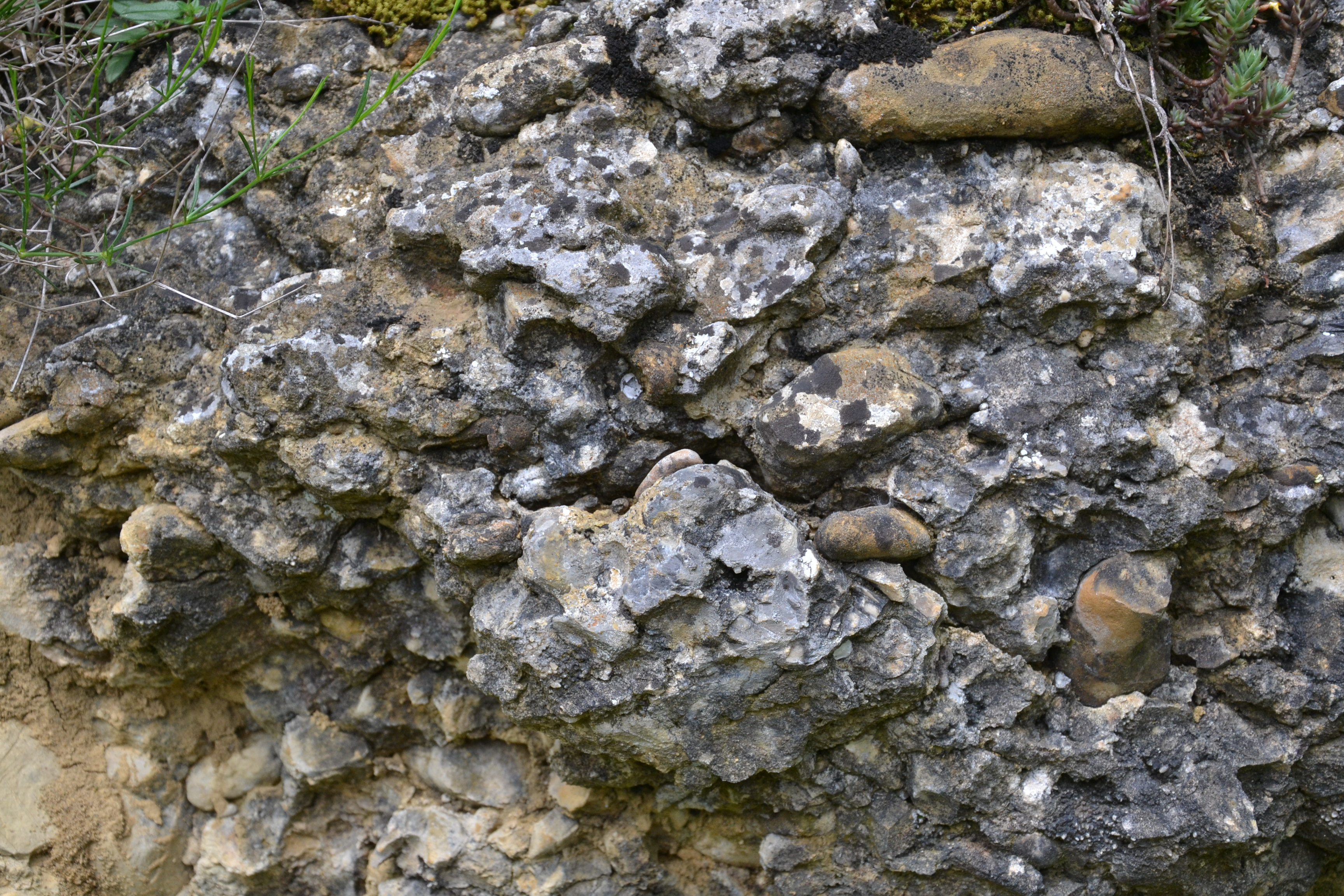
Poudingues de Palassou, roche molassique typique du piémont pyrénéen.

Les roches actuelles sont composées de strates géologiques issues de dépôts sédimentaires détritiques de type molasse formées au cours de l'Éocène supérieur. Il s'agit de roches molassiques de Castelnaudary avec alternance de sables, grès et conglomérats à éléments de granites, schistes à andalousite, quartzites, schistes verts, calcaires dolomitiques et calcaires métamorphisés.
Au Paléogène, entre 66,0 à 23,03 Ma, la remontée vers le nord de la plaque africaine entraîne avec elle la plaque ibérique. Celle-ci, coincée entre la plaque africaine et la plaque européenne, va entrer en collision avec elles, formant la cordillère Bétique au sud et les Pyrénées au nord. Les roches sont alors progressivement comprimées, plissées, puis remontées en altitude entre −53 et −33 Ma durant l'Éocène. Au niveau de la zone du massif de la Malepère, l'érosion et les nombreux cours d'eau qui coulent perpendiculairement à la chaîne, accumulent des molasses contenant des galets, des grès, et des calcaires argileux, en couches à peu près horizontales. Ils reposent en discordances sur les derniers terrains plissés, montrant ainsi la fin de l'épisode de compression.

### Climat
Le massif est à la rencontre du climat atlantique, frais et humide venant de l'ouest, et du climat méditerranéen, chaud et sec venant de l'est. Ceci crée des conditions climatiques assez stationnaires, marquées par la constance de l'humidité de l'air et des températures estivales modérées. La proximité des hauts massifs pyrénéens au sud apporte une influence de climat montagnard avec des hivers localement plus froids que dans la plaine du Lauragais.
Le versant ouest, ouvert sur le Lauragais, est plus atlantique et reçoit légèrement plus de pluies. Toutefois, le nord du massif, tourné vers la vallée de l'Aude, dit aussi couloir du Lauragais, est exposé au vents secs d'autan et de la tramontane. Le versant sud, protégé de ces vents, bénéficie d'un régime plus doux et plus humide.

### Faune et flore

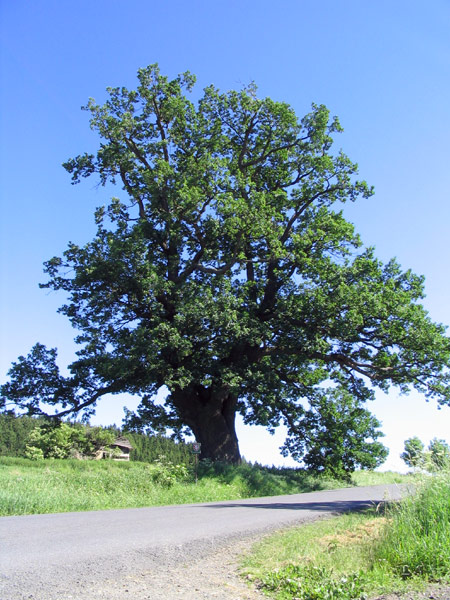
Chêne pédonculé.

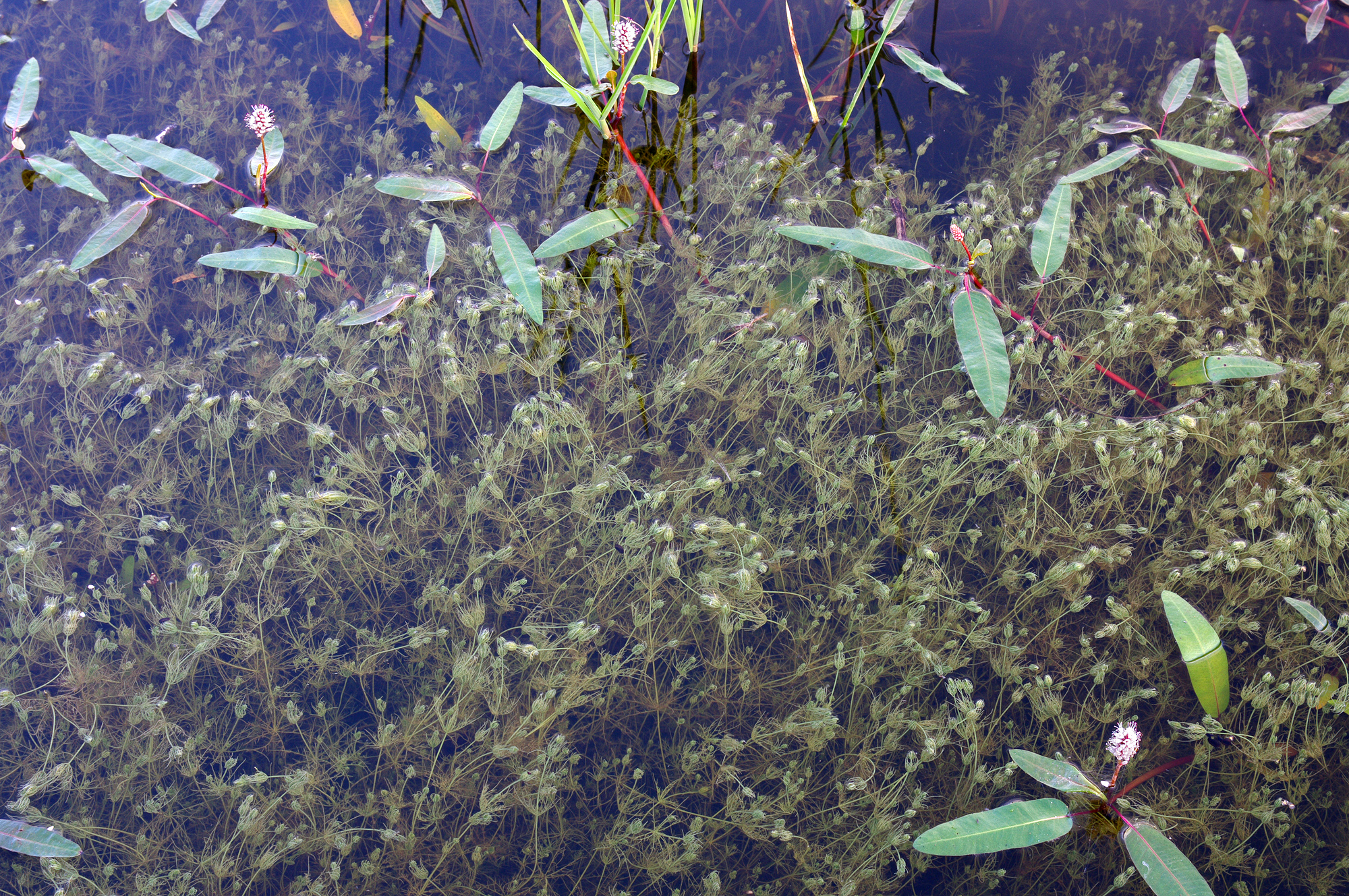
Tapis d'algues du genre Chara dans les zones humides.

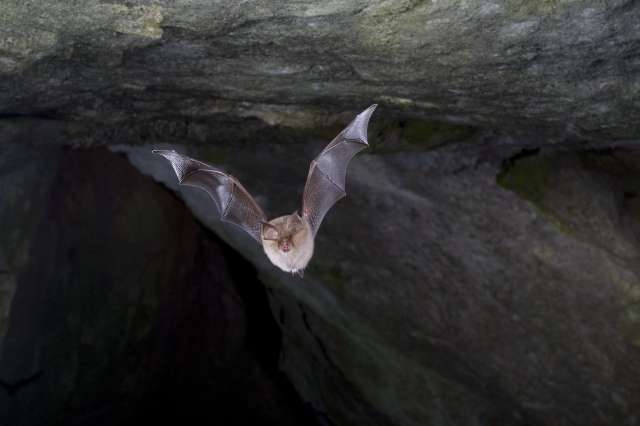
Petit rhinolophe en vol.

Le centre et haut du massif est occupé principalement par la forêt de la Malepère, dentelée par quelques champs agricoles, et composée des bois dits du Chapitre (ancien domaine d'une abbaye), de Las Mounjos, de Caux, ou encore le bois Rond. Cette forêt est peuplée d'arbres à feuilles caduques de l'étage collinéen pyrénéen nord à la rencontre des climats atlantique et méditerranéen : le Chêne pubescent  (Quercus pubescens), le Chêne pédonculé (Quercus robur), le Chêne sessile (Quercus petraea) et le Hêtre commun (Fagus sylvatica). La flore de forêt, au bois de Caux en particulier, est constituée par la Luzule des bois (Luzula sylvatica), le Millepertuis androsème (Hypericum androsaemum), la Véronique des montagnes (Veronica montana), le Néflier (Mespilus germanica), la Renoncule tête d'or (Ranunculus auricomus), la Renoncule radicante (Ranunculus serpens) et la fougère Scolopendre (Phyllitis scolopendrium). Dans les espaces ouverts on trouve comme orchidée l'Ophrys de Catalogne (Ophrys catalaunica) .
Entre les zones cultivées et la forêt, on observe un stade intermédiaire de reconquête de la végétation naturelle : pelouses, friches et taillis. On trouve aussi des milieux aquatiques comme de nombreux cours d'eau mais aussi des lacs, étangs et mares, entourés de plantes à graine et peuplés d'algues de la famille des Characeae représentées par les genres Chara, Nitella, Tolypella, Nitellopsis et Lamprothamnium.
La faune comporte de nombreux sangliers et des oiseaux comme le Circaète Jean-le-Blanc (Circaetus gallicus) et l'Aigle botté (Hieraaetus pennatus) dans les forêts, et le Busard cendré (Circus pygargus) dans les prairies. Sont présents aussi dans le massif un grand nombre de chiroptères (chauve-souris) comme le Grand Rhinolophe (Rhinolophus ferrumequinum) et Petit Rhinolophe (Rhinolophus hipposideros), Rhinolophe euryale (Rhinolophus euryale), le Murin à oreilles échancrées (Myotis emarginatus), le Barbastelle d'Europe (Barbastella barbastellus) et le Minioptère de Schreibers (Miniopterus schreibersii). Le papillon Mélitée des linaires est également présent.

## Histoire
Au haut Moyen Âge, durant la période carolingienne, le massif intègre le comté du Razès, nom que l'on retrouve dans celui de la commune de Villarzel-du-Razès située au centre du massif. Puis après la disparition des Carolingiens et l'apparition du système féodal (la charge de comte devient héréditaire), le Razès se morcelle au Xe – XIe siècles et la zone est disputée entre le comté de Toulouse et la vicomté de Carcassonne. Au XIIe siècle, le comte de Toulouse demande l'autorisation d'une guerre au pape avec comme argument l'hérésie cathare de son rival, ce qui in fine déclenche la croisade des albigeois puis l'annexion de la zone au royaume de France des Capétiens par le traité de Corbeil (1258).
Le bois du Chapitre est une ancienne possession de chanoines.
À la Révolution, le massif est intégré au nouveau département de l'Aude, partagé entre les districts de Carcassonne et Limoux.

## Activités humaines

### Protection environnementale
Le centre du massif fait partie d'une zone Natura 2000, d'une superficie de 5 873 ha et créée en 1998 avec pour mission la directive sauvegarde « Habitats, faune, flore ». La même zone est aussi une zone naturelle d'intérêt écologique, faunistique et floristique (ZNIEFF) avec pour mission d'inventorier les vastes boisements du périmètre, mais aussi les espaces de landes et de prairies, afin de sauvegarder les rapaces inféodés à ces milieux.

### Randonnées
Le massif est au cœur d'un vaste réseau de circuits de randonnées d'une longueur totale de plus de 200 kilomètres, la plupart autorisant la randonnée à vélos et à cheval. Les parcours principaux sont :
- la boucle VTT de 40 km ;
- le parcours panoramique de 24 km ;
- la Transéquestre 23 km ;
- le circuit du circaète de 12 km ;
- le circuit du sanglier de 10 km.

### Économie

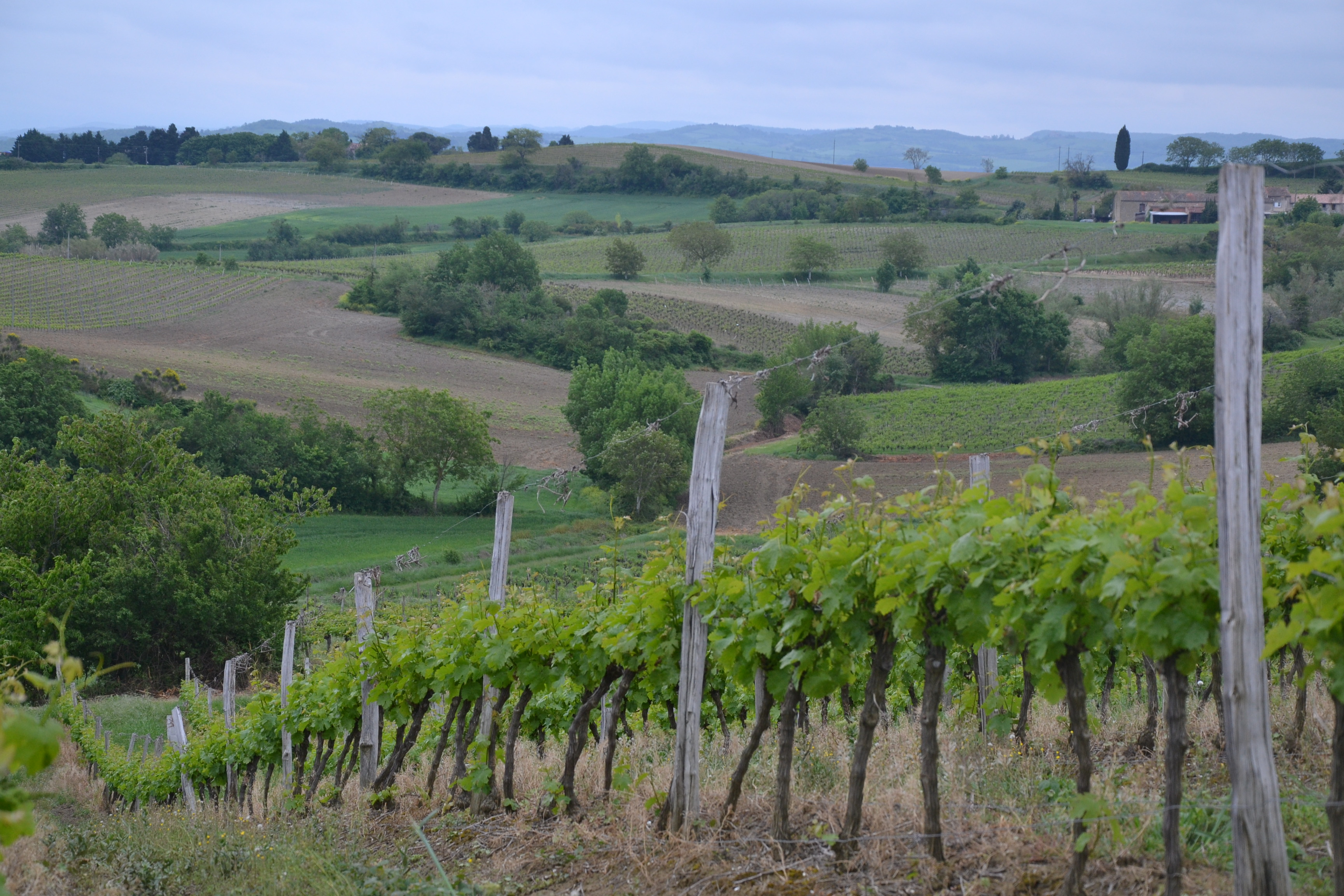
Vignoble de l'AOC Malepère près de Lasserre-de-Prouille.

Compris dans l'étage collinéen, le massif est parsemé sur ses flancs de champs agricoles et de vignobles. Les vins sous AOC malepère produits sur ce terroir sont originaux et très spécifiques à la région. Les communes concernées par l'appellation englobent un large piémont et les hauteurs moyennes du massif, de Laurac à l'ouest de Fanjeaux, jusqu'à Couffoulens en vallée de l'Aude à l'est, et de Villesiscle au nord à Donazac au sud.
Le massif sert aussi pour les activités pastorales des moutons et d'approvisionnement en bois dans la forêt de la Malepère.